# 1932 en combiné nordique
| Années du combiné nordique : 1929 - 1930 - 1931 - 1932 - 1933 - 1934 - 1935    |
| Décennies du combiné nordique : 1900 - 1910 - 1920 - 1930 - 1940 - 1950 - 1960 |

Cette page reprend les résultats des différentes compétitions de combiné nordique de l'année 1932.

## Festival de ski d'Holmenkollen
L'épreuve de combiné de l'édition 1932 du festival de ski d'Holmenkollen donna encore lieu a un triplé norvégien : elle fut remportée par le norvégien Oddbjørn Hagen devant son compatriote Hans Vinjarengen, ancien vainqueur de l'épreuve et troisième l'année précédente. En troisième position arriva le vainqueur de l'année précédente, Johan Grøttumsbråten.

## Jeux du ski de Lahti
L'épreuve de combiné des Jeux du ski de Lahti 1932 fut remportée par le finlandais Lauri Valonen devant H. Ilvonen et le vainqueur de l'année précédente, E. Uosikkinen.

## Jeux olympiques
Les Jeux olympiques d'hiver eurent lieu à Lake Placid (États-Unis).
L'épreuve de combiné s'est déroulée les 10 et 11 février 1932 au centre de saut à ski MacKenzie Intervale. Elle fut remportée, comme lors de la précédente olympiade, par Johan Grøttumsbråten. Il devance ses compatriotes Ole Stenen et Hans Vinjarengen, ce dernier ayant obtenu la médaille d'argent quatre ans plus tôt. Le quatrième, Sverre Kolterud, est également norvégien.

## Championnats nationaux

### Allemagne
Le championnat d'Allemagne a couronné Rudi Matt.

### États-Unis
Le championnat des États-Unis 1932 s'est déroulé à Tahoe (Californie). Il fut remporté par Hjalmar Hvam.

### Finlande
Le championnat de Finlande fut remporté par Lauri Valonen. Les autres informations relatives à cette épreuve manquent.

### France
L'épreuve du championnat de France a été remportée par un coureur suisse, Elias Julen, devant ses compatriotes Paul et Frédéric Piguet. Le premier français, Martial Payot, est quatrième.

### Italie
Le podium est identique à celui de l'année précédente : le championnat d'Italie est remporté par Normanno Tavernaro devant Bruno Caneva (it) et Mario Bonomo (de).

### Norvège
Le championnat de Norvège, organisé à Trondheim sur le Gråkallbakken, a été annulé.

### Pologne
Le championnat de Pologne a été remporté par Stanisław Marusarz.

### Suède
Le championnat de Suède a couronné Harald Hedjerson, du club Djurgårdens IF. Le titre des clubs fut remporté par le Grycksbo IF.

### Suisse
Le championnat de Suisse s'est déroulé à Zermatt. Il a couronné Elias Julen, qui courait à domicile.